# Тімоті Зан
Тімоті Зан (англ. Timothy Zahn) — американський письменник, автор творів у жанрі наукової фантастики, у тому числі й книг по розширеному всесвіті «Зоряних війн». Широко відомий як автор «Трилогії Трауна» (романи «Спадкоємець Імперії», «Відродження темряви» і «Останній наказ»), яка служить продовженням фільму «Повернення джедая». Ці книги породили цілу хвилю послідовників, фактично, вони і започаткували розширений всесвіт «Зоряних воєн» (до «Трилогії Трауна» було випущено всього кілька книг, у даний час не дуже популярних). Пізніше Зан написав ще два романи — дилогію «Рука Трауна» («Привид минулого» і «Образ майбутнього»). Пізніше вийшли його романи «Мандри вцілілого», «Наддалекий переліт» і «Вірність». Також він брав участь в написанні декількох оповідань і сценаріїв для коміксів.
Робота Зана не обмежується лише всесвітом «Зоряних воєн». Він автор широко відомої «Трилогії завойовника» — про війну людей з інопланетною расою, яка володіє кораблями, які не можна зруйнувати, і представників якої не можна вбити. Також він написав серію книг про драконників і серію «Чорний спецназ». Зан пише до того ж і фантастичні оповідання. Одне з них — «Cascade Point», в 1984 році була удостоєна премії «Г'юго».

## Життєпис
Тімоті Зан народився у Чикаго 1 вересня 1951 року. Він закінчив у 1973 році в Мічиганський університет зі ступенем бакалавра з фізики і перейшов до Університету Іллінойсу для випускної роботи. Там молодий чоловік отримав ступінь магістра (1975) з фізики і продовжив роботу, у цей раз над докторською дисертацією. Також у 1975 році у нього з'явилося нове захоплення: писати наукову фантастику. Спочатку Тімоті присвячував йому лише вільний час, але протягом трьох років він мало-помалу став віддавати йому все більше часу, поки не продав свій перший твір у грудні 1978 року («Ерні», «Аналог», вересень 1979).
Все ще прагнучи до можливої кар'єрі в галузі фізики, він все частіше подумував після отримання ступеня взяти академічну відпустку і провести «великий експеримент», щоб перевірити, наскільки письменницька діяльність може захопити його.
Це сталося раніше, ніж Зан припускав. У липні 1979 його науковий керівник раптово помер від серцевого нападу. За іронією долі в цей же день Зан отримав повідомлення, що видавець купив і другий його твір. Три роки роботи над дисертацією пропали даремно. Протягом одного семестру письменник намагався працювати над новою темою, прагнучи підігріти в собі інтерес до наукових досліджень. Але до цього часу писати книги йому було вже куди цікавіше, ніж займатися фізикою, і в січні 1980 року він покинув університет і почав «великий експеримент».
Його дружина Анна весь час працювала, щоб підтримати сім'ю, а сам Зан у той перший рік створив 18 творів, що принесло йому більше $ 2000. Так як він спочатку встановив планку в $ 1000, то вирішив оголосити «експеримент» успішно завершеним. З того моменту питання, чи зможе Зан заробляти собі на життя писанням, вже не стояло. Найвідоміші його твори присвячені «Зоряним війнам»: Трилогія Трауна і дилогія «Рука Трауна», ще кілька окремих романів, комікси та оповідання. Також Зан відомий книгами «Ангелмаса», «Дар Юпітера», «Дракон і злодій» (перша із шести частин підлітково-юнацького науково-фантастичного серіалу). Зараз Тімоті Зан живе зі сім'єю на західному узбережжі у штаті Орегон.

### Чорний спецназ
- Чорний спецназ («The Blackcollar», 1983)
- Місія «Чорна блискавка» («The Backlash Mission», 1986)
- Рішення Юди («The Judas Solution», 2006)

### Кобра
- Кобра («Cobra», 1985)
- Удар Кобри («Cobra Strike», 1986)
- Угода Кобри («Cobra Bargain», 1988)

### Завойовники
- Гордість завойовника («Conquerors 'Pride», 1994)
- Спадщина завойовника («Conquerors 'Heritage», 1995)
- Вибір завойовника («Conquerors 'Legacy», 1996)

### Драконники
- Дракон і злодій («Dragon and Thief», 2003)
- Дракон і солдатів («Dragon and Soldier», 2004)
- Дракон і раб («Dragon and Slave», 2005)
- Дракон і пастух («Dragon And Herdsman», 2006)
- Дракон і суддя («Dragon And Judge», 2007)
- Дракон і визволитель («Dragon And Liberator», 2008)

### Зоряні війни

#### Трилогія Трауна
- Спадкоємець Імперії (англ. Heir to the Empire, 1991)
- Відродження темряви (англ. Dark Force Rising, 1992)
- Останній наказ (англ. The Last Command, 1993)

#### Рука Трауна
- Привид минулого («Specter of the Past», 1997)
- Образ майбутнього («Vision of the Future», 1998)

#### Нові романи
- Мандри вцілілого («Survivor's Quest», 2004)
- Угода ідіота («Fool's Bargain», 2004, повість)
- Наддалекий переліт («Outbound Flight», 2006)
- Вірність («Allegiance», 2007)
- «Soulminder», 2014
- серія Учень Джедая

### Романи
- Жарптиця («The Firebird» (1979)
- Планета на ім'я Тігріс («A Coming of Age», 1984)
- Шовкопряд («Spinneret», 1985)
- Магічні світи («Triplet», 1987)
- Пульт мерця («Deadman Switch», 1988)
- Зоряні вершники («Warhorse», 1990)
- Полювання на Ікара («The Icarus Hunt», 1999)
- Ангелмасса («Angelmass», 2001)
- Дар Юпітера («Manta's Gift», 2002)
- Зелені і Сірі («The Green and the Gray», 2004)
- Нічний потяг на Рігель («Night Train to Rigel», 2005)
- Третя рись («The Third Lynx», 2007)

### Оповідання
- The Dreamsender (1980)
- Dark Thoughts at Noon (1982)
- Пішаковий гамбіт («Pawn's Gambit», 1982) Hugo (nominee)
- When Jonny Comes Marching Home (1982)
- Cascade Point (1983) Hugo
- The Final Report on the Lifeline Experiment (1983)
- Return to the Fold (1984) Hugo (nominee)
- Teamwork (1984)
- Music Hath Charms (1985)
- Шовкопряд («Spinneret» (part 1 of 4), 1985)
- Шовкопряд («Spinneret» (part 2 of 4), 1985)
- Шовкопряд («Spinneret» (part 3 of 4), 1985)
- Hammertong: The Tale of the «Tonnika Sisters» (1995)
- Спритність рук: Історія Мари Джейд («Sleight of Hand: The Tale of Mara Jade», 1995)
- Interlide At Darkknell (part 1 of 4) (1999)
- Interlide At Darkknell (part 4 of 4) (1999)
- Пасьянс Джейд («Jade Solitaire», 1999)
- The Domino Pattern (2009)